# NGC 622
NGC 622 je galaksija u zviježđu Kit.

## Vanjske poveznice
- SEDS: NGC 0622